# Chevrolet 700
Chevrolet 700 ist die Bezeichnung für zwei Pkw-Modelle der 1960er Jahre. Hersteller war Chevrolet in den USA.

## Beschreibung
Zwischen 1960 und 1964 gab es den Corvair Deluxe. Er war als Limousine und Coupé erhältlich.
Außerdem wurde zwischen 1961 und 1962 der Lakewood so genannt. Dies ist ein Kombinationskraftwagen mit vier Türen.
Gemeinsamkeit ist der Sechszylinder-Boxermotor. Er ist im Heck eingebaut und treibt die Hinterräder an.